# .38スペシャル弾
.38 スミス&ウエッソンスペシャル（.38スペシャル, .38 Spl あるいは  .38Spc、英語の発音は "サーティーエイト スペシャル"）は、スミス&ウェッソンによって設計されたリムド・センターファイア弾薬である。主にリボルバーに使われるが、自動拳銃やカービンでも使われることがある。.38スペシャルは1920年代から1990年代初めまで、アメリカ合衆国のほとんどの警察組織で標準弾薬として採用されていた。また、第一次世界大戦では、兵士のサイドアームの一般的なカートリッジだった。メートル法では、9x29.5mmRや9.1x29mmRなどと表記されることもある。
良好な精度と制御しやすい反動で評価されており、発表されてから一世紀以上もの間、世界中で最も人気のあるリボルバーカートリッジの座に留まっている。標的射撃、フォーマルな射撃競技、護身用、スモール・ゲーム（小物）の狩猟などに使われている。

## 特徴
名称は.38スペシャルであるが、その口径は実際には.357から.358インチ（9.067 mm）であり、「.38」は薬莢のおおよその直径を表している。.38口径の元祖である.38ショートコルト弾薬は、.36口径のキャップ＆ボール（つまり前装式）コルト・ネイビー・リボルバーの改造型で使うように設計されていたが、この拳銃のシリンダーの薬室の直径は、ほぼ0.374-インチ (9.5 mm)であり、薬莢と弾丸の露出部分の直径が同じ弾薬（en:heeled bullet）を使用していた（en:.38 Long Coltも参照）。
薬莢の長さを除いて、.38スペシャルの寸法は.38ロングコルト弾、および、.357マグナムと同じである。したがって、.38スペシャル弾は.357マグナム口径のリボルバーから安全に発射できるし、.38ロングコルト弾は.38スペシャル口径のリボルバーから発射できる。このことが、.38スペシャル弾薬の多用途性を高めている。しかし、長くてパワフルな.357マグナム弾は、仕様通り作られていて、マグナム弾の非常に高い圧力に耐えられない.38スペシャル口径のリボルバー（たとえばS&W M10のすべてのバージョン）には装填できず、発射もできない。

## 歴史

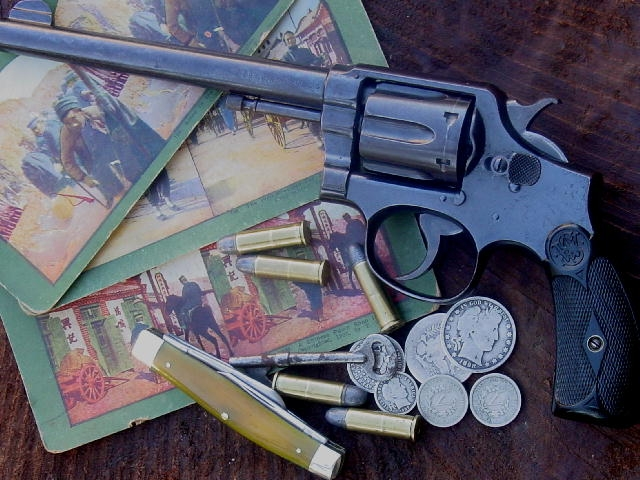
S&W M1899 ハンド・エジェクター(ミリタリー&ポリス)のファースト・モデル。.38スペシャル弾用に開発された拳銃。

.38スペシャルは1898年に、.38ロングコルトの改良型として発表された。.38ロングコルトは軍制式弾薬だったが、米比戦争において、木製の盾を構えたモロ族の突撃に対して十分なストッピングパワーを発揮できないことが判明した。
最初は、.38スペシャルは黒色火薬を用いていたが、その人気によって、発表後一年以内に各メーカーが無煙火薬を使うものを提供するようになった。
1920年代後半、.38スペシャルの新しいスタンダード・チャージのロードが、ウェスタン・カートリッジ・カンパニーによって開発された。この弾薬は重さ200グレーン (13 g)でラウンド・ノーズ（先端が丸い）の鉛の「Lubaloy」弾頭を用いていた。これが.38スーパー・ポリスである。レミントン-ピーターズは、これに似たロードを発表した。試験の結果、この長くて重い200グレインの.38口径の弾頭を低速で発射すると、着弾したときに「キーホール」あるいは横転を起こす傾向があり、防護されていない人間に対して大きな衝撃を与えることがわかった。
同じころ、イギリス当局は同じ200グレインの弾頭を、.38 S&W弾薬よりも小さな薬莢に装着し、この弾薬を試験していた。これは後に.38レギュラー、あるいは、.38/200弾として知られることになった。英国は後に.38/200を軍用標準拳銃弾として採用した。
1930年、スミス&ウェッソンは、元来は.44スペシャル弾のために設計された頑丈なNフレームを用いて、5インチ (130 mm)銃身と固定照準器を装備した.38スペシャル・リボルバーを警察向けに発表した。これがスミス&ウェッソン.38/44ヘビーデューティーである。翌年、158グレーン (10.2 g)メタル・チップ弾頭の.38スペシャル・ハイスピードと呼ばれる新しい高速のロードが、自動車の車体やボディー・アーマーを貫通できる拳銃弾を求める法執行機関の声に応えて、このリボルバー向けに開発された。
同じ年、コルト・ファイヤーアームズは、「ハイスピード」.38スペシャル・ロードを使うコルト・オフィシャルポリスを発表した。.38/44ハイスピード弾薬には、三種類の重さの弾頭がある。158グレーン (10.2 g)、150グレーン (9.7 g)、および、110グレーン (7.1 g)であり、これらはコーティングされた鉛か、またはスチールジャケットの、金属を貫通する弾である。.38/44はマスコミの注目を集め、これによってスミス&ウェッソンは最終的に、より長い薬莢の完全に新しい弾薬を、1934年に開発することになった。これが.357マグナムである。
第二次世界大戦中、アメリカ合衆国の航空機の乗員（主に海軍と海兵隊）の一部には、不時着したときのサイドアームとして、S&W ビクトリーモデルが支給されていた。1943年、ハーグ陸戦条約の地上戦に関する規定(1899年)に適合するように、銅で完全に被甲された158グレーン (10.2 g)の弾頭をもつ新しい.38スペシャル弾薬が、スミス&ウェッソンのリボルバーのためにスプリングフィールド造兵廠で開発され、採用された。新しい軍用.38弾薬は、158グレインの弾頭をリボルバーの4-インチ (100 mm)銃身から通常850 ft/s (260 m/s)で発射する。この戦争中、多くのアメリカ海軍および海兵隊の航空機の乗員には、先端が赤く塗られた120グレーン (7.8 g)または158グレーン (10.2 g)の弾頭をもつ.38スペシャルの曳光弾（トレーサー）が、緊急時に信号として使うために支給された。
1956年、アメリカ合衆国空軍は、Cartridge, Caliber .38, Ball M41（カートリッジ、口径.38、ボール M41）を、地上戦に関する規定を満たすように設計された.38スペシャル弾薬の軍用のバリエーションとして採用した。オリジナルの.38 M41ボール弾薬は130グレーン (8.4 g)のフルメタルジャケット弾頭で、平均圧力が13,000psiに過ぎなかったので、4-インチ (100 mm)銃身からの銃口初速は約725 ft/s (221 m/s)だった。この弾薬はS&W M12とコルト・エアクルーマン・リボルバーの寿命を延ばすために開発された。これらのリボルバーはアルミ合金のシリンダーとフレームを持っており、通常の.38弾薬を発射すると応力によって亀裂が入りやすかった。1961年まで、M41 .38弾薬を少し改良したCartridge, Caliber .38 Ball, Special, M41（カートリッジ、口径.38スペシャル、ボール M41）が、アメリカ軍の.38口径の拳銃用に採用された。この新しいM41スペシャル弾薬は130グレーン (8.4 g)のフルメタルジャケット弾頭を持ち、許容される最大の圧力は16,000 psiで、これによって速度は固定された6-インチ (150 mm)の試験用銃身からは約950 ft/s (290 m/s)、4-インチ (100 mm)リボルバー銃身からは約750 ft/s (230 m/s)となった。M41ボール弾薬は、最初はアメリカ空軍の航空機の乗員とアメリカ戦略航空軍団のセキュリティ・ポリス（en:Strategic Air Command Elite Guard）の.38リボルバー用に使われたが、1961年にはアメリカ陸軍によって、セキュリティ・ポリス、軍用犬の訓練士、およびその他の.38口径リボルバーを装備している人々のために使われた。後に、通常のM41にセミポイントの被甲されていない鉛の弾頭をつけたバリエーションが、アメリカ合衆国本土の警察および保安要員用に採用された。
同じころ、墜落した航空機の乗員が緊急信号を発する手段として、.38曳光弾（トレーサー）がアメリカ海軍、海兵隊、および空軍に再導入された。.38スペシャル口径の曳光弾は通常とは異なる色が付けられており、通常は標準的なエアクルー・サバイバル・ベスト・キットの一部として支給された。
空軍警備隊および保安要員のための、より強力な.38スペシャル弾薬の要求は、Caliber .38 Special, Ball, PGU-12/B High Velocity（口径 .38スペシャル、ボール、PGU-12/B 高速）となった。PGU-12/Bはアメリカ合衆国空軍によってのみ支給された。許容される最大の圧力は20,000 psiまで大きく向上し、130グレーン (8.4 g)のフルメタルジャケット弾頭を6-インチ (150 mm)の試験用銃身から1,125 ft/s (343 m/s)で、また4-インチ (100 mm)のリボルバー銃身からは950 ft/s (290 m/s)-980 ft/s (300 m/s)で発射することができた。PGU-12/B高速弾薬はM41スペシャル弾薬とは二つの重要な点で異なっていた。PGU-12/Bはより高い圧力の弾薬で、薬莢に弾頭がより深く挿入され、固定されていた。
1970年代、.38スペシャルの新しい高圧（18,500 CUP）のロードが発表された。これが.38スペシャル+Pである。この弾薬は、このような弾薬を使うために設計された.38リボルバーや、.357マグナム・リボルバーで使用できる。フェデラル・カートリッジやウィンチェスター・リピーティングアームズのようなメーカーによって作られた、そのほかの高速ロードは、たびたび「For Law Enforcement Only」（法執行機関専用）というラベルが貼られ、.38スペシャル+P+に指定されていた。この弾薬は、このロードに耐えられるように特別に作られた.38スペシャル・リボルバーでだけ使うことができる。単なる.38スペシャルや、.38スペシャル+Pの銃は、このロードによって大きなダメージを受けてしまう。
他の.38スペシャル弾薬と同じく、+P+ロードは.357リボルバーから安全に発射できる。.38スペシャル+P+の圧力は通常約22,000 psiだが、.357マグナムでは通常35,000 psiに達する。.38スペシャル弾薬は.357マグナムの銃から発射できるので、比較すると低反動、低音量、および低価格によって、.38スペシャルは人気のある選択肢である。

## 性能

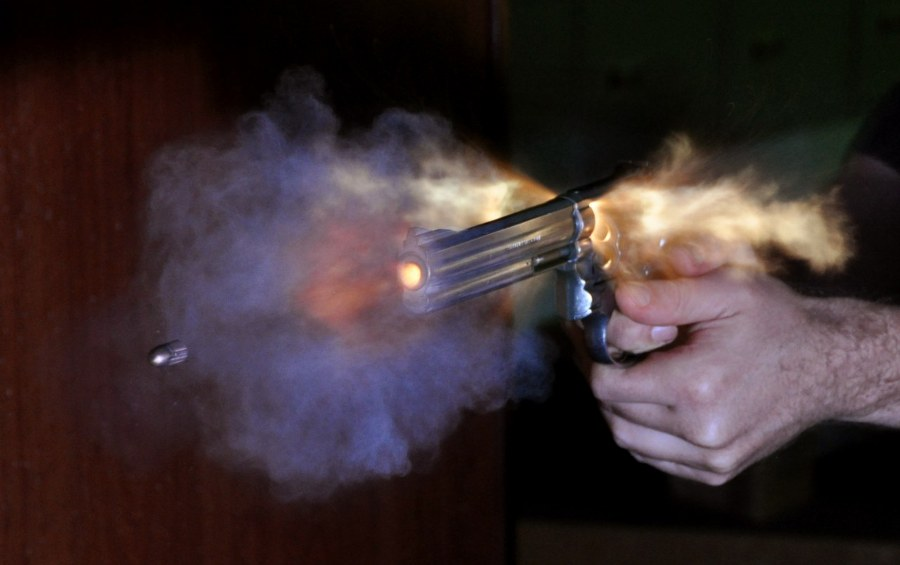
スミス&ウェッソン M686から発射された.38スペシャル弾。シリンダー・ギャップから漏れるフラッシュも写っている。

もとは黒色火薬を使っていたので、.38スペシャルは低い圧力の弾薬で、17,000 psiは今日一般的に使われる中で最も低いものの一つである。現代の標準では、.38スペシャルは中型の弾頭を比較的低速で発射する。もっとも似た弾薬は.380ACP弾で、これは.38スペシャルよりも少し軽い弾頭を少し高速で発射する。
9x19mmパラベラム弾は、少し軽い弾頭をかなり高速で発射する。.38スーパー弾は、ほとんど同じ弾頭をかなり高速で発射する。これら三つは、普通はセミオートマチック・ピストルで使われる。
より高い圧力である20,000 psiの .38 +P ロードの初活力は、通常の圧力のロードに比べて20%ほど高く、.380ACPと9mmパラベラムの中間に位置しており、9x18mmマカロフ弾とほぼ同じである。
1972年、SAAMIによって.38スペシャルの仕様が変更されたことに注意を払うのは重要である。それより前は、通常の.38スペシャルは現代の「+P」にとても近かった。「+P」は、実際には高い圧力の弾薬だが、.38 +P弾薬は低い圧力の弾薬にくらべて「高性能」であると誤解されやすいので、注意すべきである。
| 弾薬                | 弾頭重量             | 銃口初速             | 初活力             | 最大圧力    |
| ------------------- | -------------------- | -------------------- | ------------------ | ----------- |
| .38ショートコルト弾 | 135 gr (8.7 g)       | 777 ft/s (237 m/s)   | 181 ft•lbf (245 J) | 7,500 CUP   |
| .38ロングコルト弾   | 150 gr (9.7 g)       | 777 ft/s (237 m/s)   | 201 ft•lbf (273 J) | 12,000 CUP  |
| .38 S&W弾           | 158 gr (10.2 g)      | 767 ft/s (234 m/s)   | 206 ft•lbf (279 J) | 14,500 PSI  |
| .38 S&W スペシャル  | 158 gr (10.2 g)      | 940 ft/s (290 m/s)   | 310 ft•lbf (420 J) | 17,000 PSI  |
| .38 スペシャル +P   | 158 gr (10.2 g)      | 1,000 ft/s (300 m/s) | 351 ft•lbf (476 J) | 20,000 PSI  |
| .38スペシャル +P+   | 110 gr (7.1 g)       | 1,100 ft/s (340 m/s) | 295 ft•lbf (400 J) | >20,000 PSI |
| .380ACP弾           | 100 gr (6.5 g)       | 895 ft/s (273 m/s)   | 178 ft•lbf (241 J) | 21,500 PSI  |
| 9x19mmパラベラム弾  | 115 gr (7.5 g)       | 1,300 ft/s (400 m/s) | 420 ft•lbf (570 J) | 39,200 PSI  |
| 9x19mmパラベラム弾  | 124 gr (8.0 g)       | 1,180 ft/s (360 m/s) | 383 ft•lbf (520 J) | 39,200 PSI  |
| 9x18mmマカロフ弾    | 95 gr (6.2 g)        | 1,050 ft/s (320 m/s) | 231 ft•lbf (313 J) | 23,206 PSI  |
| .38スーパー弾       | 130グレーン (8.4 g)  | 1,275 ft/s (389 m/s) | 468 ft•lbf (634 J) | 36,500 PSI  |
| .357マグナム弾      | 158グレーン (10.2 g) | 1,349 ft/s (411 m/s) | 639 ft•lbf (866 J) | 35,000 PSI  |
| .357 SIG弾          | 125グレーン (8.1 g)  | 1,350 ft/s (410 m/s) | 506 ft•lbf (686 J) | 40,000 PSI  |

上のすべての.38のロードと.357マグナムの諸元は、6-インチ (150 mm)銃身のリボルバーから発射した場合の値である。より一般的な4-インチ (100 mm)銃身を使った場合は、速度が低下する。威力（初活力）も、もちろん、それに応じて低下する。
非常にわずかであるが、アメリカ合衆国の警察組織の一部には、今でも標準装備として.38スペシャル・リボルバーが支給あるいは認可されている。しかし、ほとんどの警察組織は、より装弾数が多く素早くリロードできる9mmパラベラム、.357 SIG、.40 S&W、.45 ACP、あるいは.45 GAPなどのセミオートマチック・ピストルに交換している。

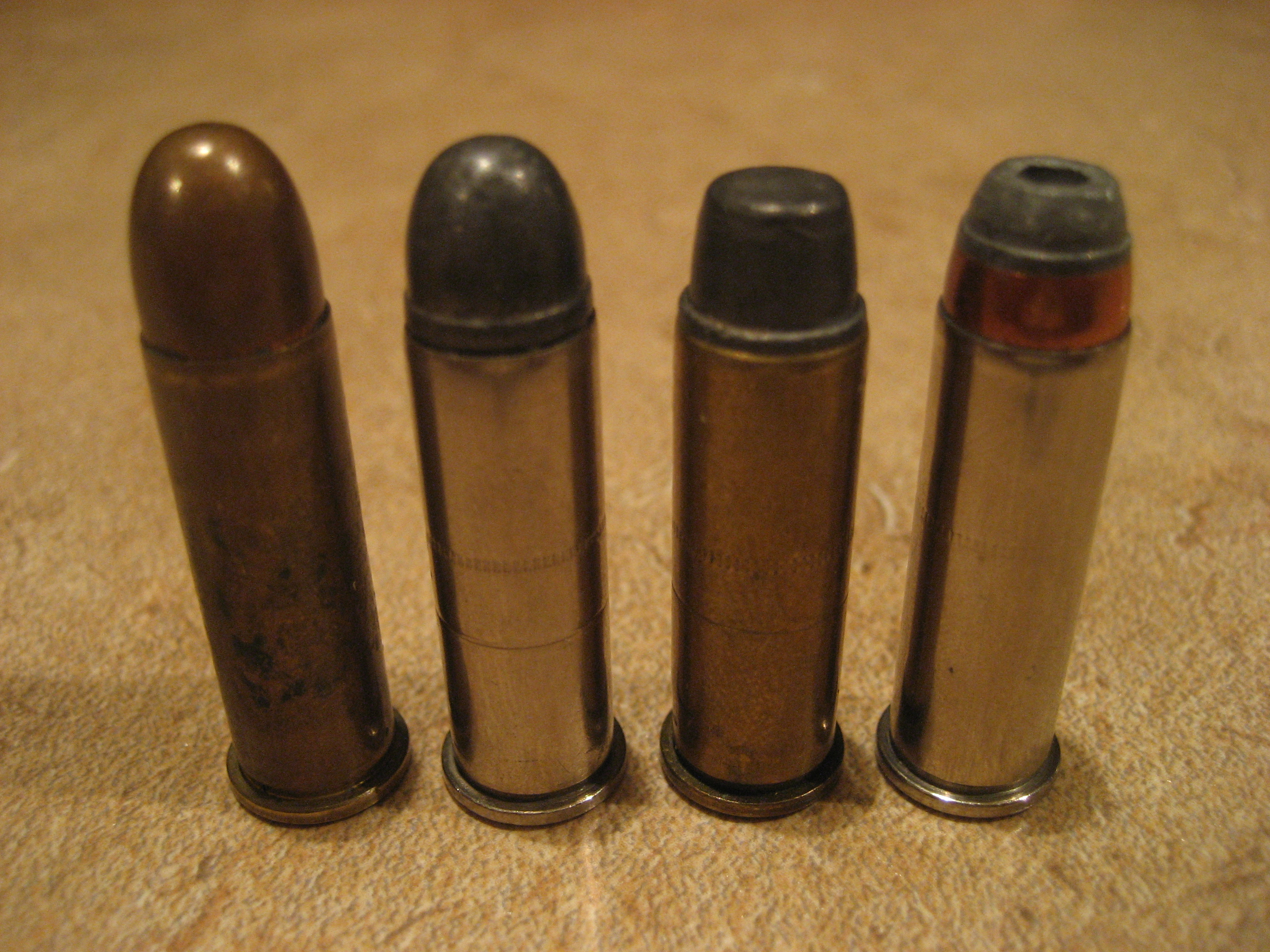
様々な弾頭の.38スペシャル弾薬
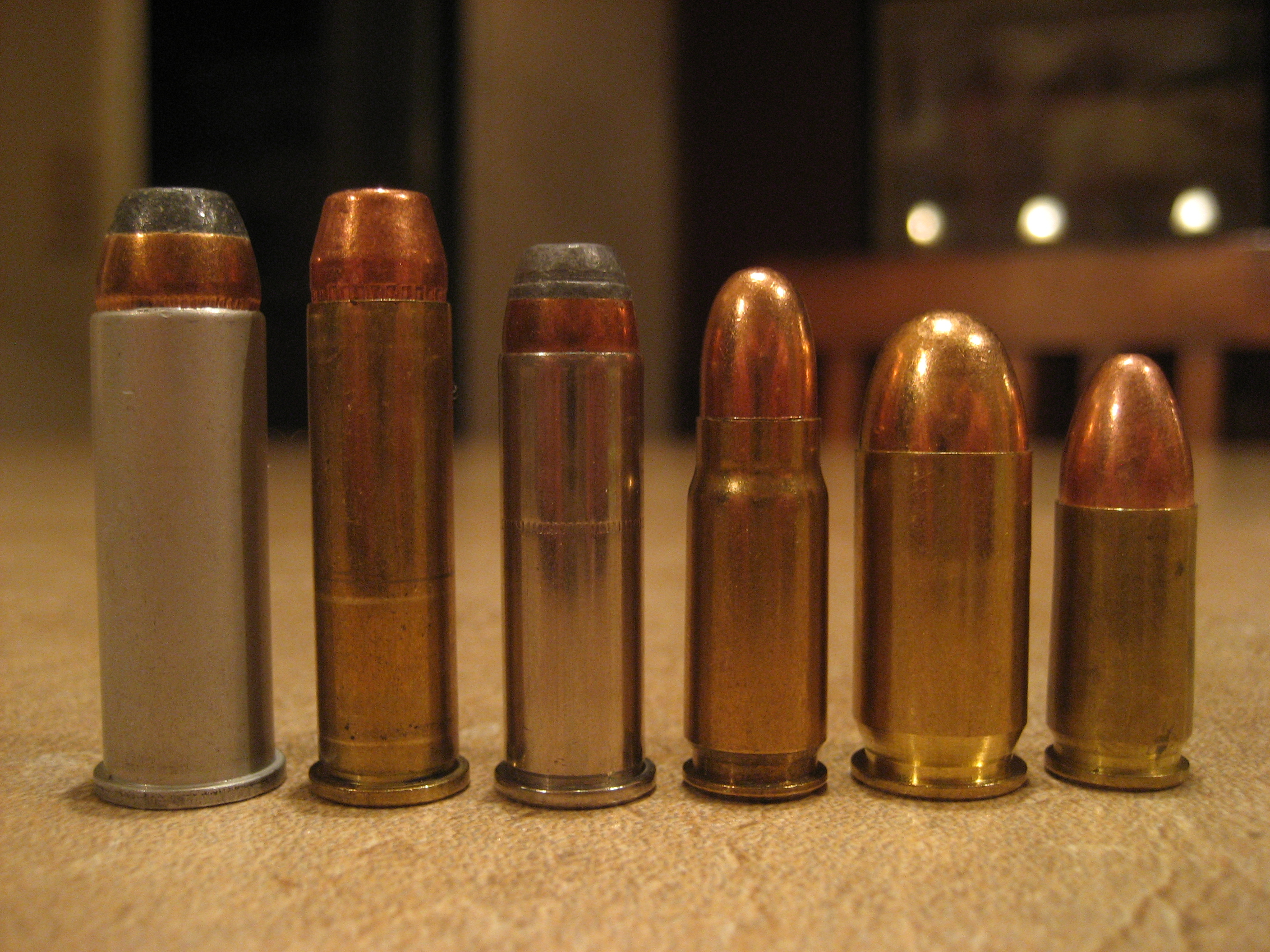
左から .44レミントン・マグナム, .357マグナム, .38スペシャル, 7.62x25 トカレフ, .45 Auto, 9x19 パラベラム。 .38スペシャルと.357マグナムの類似に注目。

## ハンドロード
.38スペシャルはハンドロードでも特に人気がある。この弾薬のストレートな側面、リムの上からのヘッドスペース、発射済み薬莢の入手のしやすさ、それに.357マグナムの銃から発射可能であることなどが、人気を支えている。それに加えて、.38スペシャルは黒色火薬カートリッジだったので、薬莢が大きく、遅燃性（たとえばHodgdon  H-110やHercules 2400）から速燃性（たとえば Alliant Bullseyeやこのカートリッジ用の伝統的な無煙火薬）まで、さまざまな種類の火薬をロードすることが出来る。この火薬に関する柔軟性は、そのままハンドロードの初活力の多様性に直結している。
したがって、適切な配慮をして安全なハンドロードの実行を守ることによって、.38スペシャルは、無反動に近いロードからほとんど.357マグナムに近いロードまで、さまざまなロードを簡単に作成することが出来る。つまり、好みの威力を持つ実包を自分で作ってしまえるのである。